# Боровской район (Харьковская область)
Боровско́й либо Боро́вский райо́н (укр. Борівськи́й район) — бывшая административная единица на востоке Харьковской области Украины. Административный центр — посёлок городского типа Боровая.
17 июля 2020 года район был ликвидирован в рамках административно-территориальной реформы по новому делению Харьковской области; его территория вошла в состав Изюмского района.

## География
Площадь — 875 км² (23-е место среди районов области).
Район граничил:
на севере с Ку́пянским районом Харьковской области,
на юге — с Лима́нским районом Донецкой области,
на востоке — со Сва́товским и Кременски́м районами Луганской области,
на западе — с Изю́мским районом Харьковской области.

## История
- Район образован как Боровской'[4] весной 1923 года. Изначально входил в Изюмский округ[9] Харьковской губернии.
- В 1925—1926 годах район назывался Гороховатским[17][18].
- В соответствии с Указом Президиума Верховного Совета УССР от 30 декабря 1962 года «Об укрупнении сельских районов Харьковской области» Боровской район был объединён с Изюмским районом включением в него.
- В декабре 1966 года на основании Указа Президиума Верховного Совета УССР от 8 декабря 1966 года Изюмский район был разукрупнён и вновь образован Боровской район
- В 2020 году в рамках «оптимизации» районов в Харьковской области Верховная Рада оставила семь районов (без данного).
- 17 июля 2020 года в рамках административно-территориальной реформы по новому делению Харьковской области[16] район был ликвидирован[19]; его территория присоединена к Изюмскому району.

## Демография
Население района составляет 16 236 человек (данные 2019 г.), в том числе в городских условиях проживают 5 371 человек.

## Административное устройство
Район включает в себя:
| - Поселковых советов: 1 - Сельских советов: 9 | - Посёлков городского типа: 1 - Посёлков: 1 - Сёл: 36 |

Административный центр района — посёлок Боровая.

### Местные советы
| Боровский поселковый совет Богуславский сельский совет Высшесолененский сельский совет Гороховатский сельский совет Изюмский сельский совет | Першотравневый сельский совет Песко-Радьковский сельский совет Подвысочанский сельский совет Подлиманский сельский совет Чернещинский сельский совет |

### Населённые пункты
| с. Андреевка с. Бахтин с. Богуславка с. Бойни пгт Боровая с. Боровская Андреевка с. Вишнёвое с. Высшее Соленое с. Гавриловка с. Глущенково с. Голубовка с. Гороховатка с. Дружелюбовка | с. Загрызово с. Зелёный Гай с. Изюмское с. Калиново с. Копанки с. Лозовая с. Малеевка с. Мирное с. Нижнее Соленое с. Нижняя Журавка с. Новая Кругляковка с. Новоплатоновка с. Новосергеевка | с. Новый Мир с. Ольговка с. Парноватое с. Першотравневое с. Пески-Радьковские с. Подвысокое с. Подлиман с. Степовое с. Червоный Став с. Чернещина с. Шийковка с. Ясиноватое |

#### Ликвидированные населённые пункты[22]
| с. Красноярское с. Красный Гай | с. Островское с. Помилуйковка с. Радьковка (затоплено) |

## Экономика
Градообразующих предприятий нет. Район ориентирован на сельское хозяйство.

## Транспорт
Район связан автобусным сообщением с Харьковской автостанцией № 6 (маршрут Харьков — Боровая).